# Araneus nossibeus
Araneus nossibeus är en spindelart som först beskrevs av Embrik Strand 1907.  Araneus nossibeus ingår i släktet Araneus och familjen hjulspindlar.
Artens utbredningsområde är Madagaskar. Inga underarter finns listade i Catalogue of Life.